# Proteina trifunzionale biosintetica delle purine Adenosina-3
La proteina trifunzionale biosintetica delle purine Adenosina-3 è un enzima che negli esseri umani è codificato dal Gene GART.
La proteina svolge una triplice attività. Ha le funzioni di: fosforibosilamina glicina ligasi (EC 6.3.4.13), Fosforibosilglicinammide formiltransferasi (EC 2.1.2.2) e fosforibosilamminoimidazolo sintasi  (EC 6.3.3.1), che sono richieste rispettivamente nel 2°, 3° e 5° step della biosintesi delle Purine.